# Psammodius asperoides
Psammodius asperoides är en skalbaggsart som beskrevs av Riccardo Pittino 2007. Psammodius asperoides ingår i släktet Psammodius och familjen Aphodiidae. Inga underarter finns listade i Catalogue of Life.